# DABP

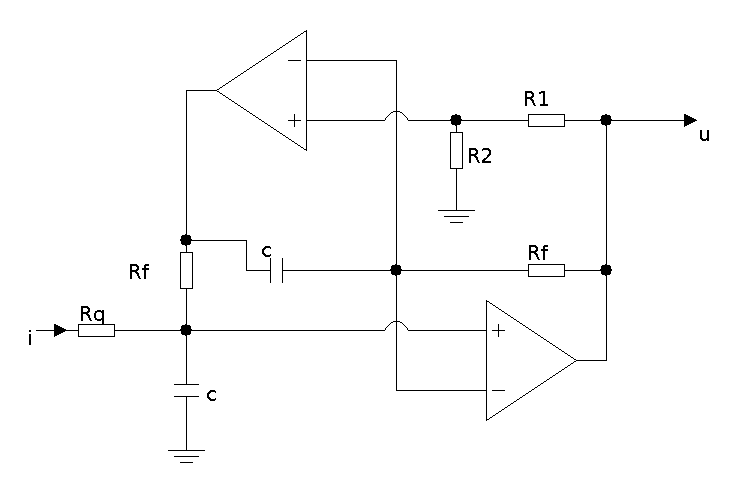
Esempio di filtro passabanda a doppio amplificatore operazionale

Il filtro attivo passabanda a doppio amplificatore operazionale (in inglese Dual Amplifier Band-Pass filter) è destinato a progetti in cui serva un fattore di merito Q particolarmente alto fino a frequenze di MHz.
Hanno il guadagno fissato a 2 ed è necessario porre R1 = R2.
La frequenza centrale è {\displaystyle F{o}={\frac {1}{2\pi RfC}}}.
Il Q è dato da Q = Rq/Rf e può raggiungere 200 a patto di avere componenti di buona qualità.
I vantaggi di questo filtro sono dati dalla scarsissima interdipendenza dei componenti e la sintonia fine si può facilmente ottenere variando la resistenza Rf connessa ad Rq e successivamente il Q con Rq.
Piccole variazioni del valore dei componenti rispetto al valore teorico non cambiano molto né la precisione né il guadagno del circuito.
La stabilità è ottima grazie al basso guadagno e la deriva termica è data dai soli componenti passivi.
Volendo lavorare ad alto Q (oltre 50) è bene usare condensatori (preferibilmente di tipo KP o meglio KS) in parallelo in modo da ridurre la resistenza serie ed operazionali con una banda passante > 10 Fo.
Per compensare gli sbilanciamenti dovuti alla corrente d'ingresso (Ib) va posto R1=R2=Rf.
Il peggior difetto di questo filtro è il basso guadagno, infatti quando servono Q alti il guadagno alto è spesso desiderato.